# Braxton (Mississippi)
Braxton è un comune (village) degli Stati Uniti d'America, situato nella contea di Simpson, nello Stato del Mississippi.